# 意外鸟属
意外鸟属（学名：Mirusavis）是反鸟类的一个属，生存于早白垩世（阿普第期至巴列姆期）的中国，化石发现于义县组。属下包括单一物种娇小意外鸟（Mirusavis parvus）。

## 词源
属名Mirusavis源自拉丁语词汇（意外的）及（鸟），指正模标本处于产卵期这一发现令人意外。种名在拉丁语中意为“小的”。

## 分类
王敏等人（2020年）发现其与商羊鸟属最为近缘。

## 古生物学
根据缺乏成年个体的骨化，将意外鸟正模标本鉴定为一具亚成体。还在标本中发现了髓质骨组织，表明该化石是一只死于产卵期的雌性。这一发现表明反鸟类在骨骼完成骨化前就已开始活跃繁殖，与现代鸟类不同。